# Paul Martin (político)
Paul Edgar Philippe Martin (también conocido como Paul Martin Jr.) (28 de agosto de 1938 en Windsor, Ontario) fue el 21.er primer ministro de Canadá, sucediendo a Jean Chrétien el 12 de diciembre de 2003.
Martin nació en el Hôtel-Dieu del Hospital St. Joseph en Windsor, Ontario. Su padre, Paul Joseph James Martin, un franco-ontariano de ascendencia irlandesa y francesa, cumplió treinta y tres años como miembro de la Cámara de los Comunes de Canadá, y fue ministro de gabinete en los gobiernos liberales de los primeros ministros WL Mackenzie King, Louis St. Laurent, Lester B. Pearson y Pierre E. Trudeau. Su madre, Eleanor "Nelly" Alice (née Adams), era de ascendencia escocesa e irlandesa. Su hermana, Mary-Anne Bellamy, fue diagnosticada con la enfermedad de Crohn a una edad temprana, y murió el 20 de julio de 2011. Martin contrajo polio en 1946 a la edad de 8 años:3 (como su padre antes que él, contrajo la enfermedad en 1907). Creció en Windsor y Ottawa. Para darle la oportunidad de mejorar su francés, sus padres lo inscribieron en una escuela secundaria privada de lengua francesa, École Garneau en Ottawa.
Luego, Martin asistió brevemente a la Universidad de Ottawa antes de transferirse y graduarse del St. Michael's College en la Universidad de Toronto con un Diplomado en Historia y Filosofía (Bachelor of Arts) en 1961. Martin fue miembro de la fraternidad Psi Upsilon y de la "U of T Young Liberals" durante su estancia en la Universidad de Toronto. Luego asistió a la Facultad de Derecho de la Universidad de Toronto, donde recibió un Diplomado en Derecho (Bachelor of Laws) en 1964. Fue llamado al bar de Ontario en 1966.
El 11 de septiembre de 1965, Martin se casó con Sheila Ann Cowan, con quien tiene tres hijos: Paul, Jamie y David.